# Pointe Conan River
Der Pointe Conan River (auch: Rivière Pointe Conan) ist ein Fluss am Nordost-Zipfel der Insel Mahé der Seychellen.

## Geographie
Der Pointe Conan River entspringt im Distrikt Anse Etoile (Bucht des Sterns) im Nordosten der Insel Mahé. Er verläuft nach Südosten und tritt bereits nach kurzer Zeit über in den Distrikt La Rivière Anglaise (English River). Bereits nach wenigen hunderten Metern mündet er bei Pointe Conan in die Lagune des Indischen Ozeans.